# 캐논볼 (1981년 영화)
《캐논볼》은 1981년의 미국·홍콩 합작의 코미디 영화로, 버트 레이놀즈, 성룡, 로저 무어, 돔 더루이즈, 파라 포셋 등 유명배우들을 총망라되었다. 할 니드햄이 감독했고, 홍콩의 골든 하베스트 필름에서 제작하였으며, 20세기 폭스사에서 배급하였다. 1981년의 흥행작 중 하나이며, 이어서 1984년에 《캐논볼 2》, 1989년에 《스피드 존》이 제작된다. 이 영화와 1984년의 《캐논볼 2》는 딘 마틴이 마지막으로 출연한 작품들이었다.

## 출연

### 주연
- 버트 레이놀즈
- 로저 무어
- 파라 포셋
- 돔 드루이즈
- 딘 마틴
- 새미 데이비스 주니어
- 잭 얼람

### 조연
- 에이드리언느 바보우
- 테리 브래드쇼
- 성룡
- 버트 콘비
- 제이미 파
- 피터 폰다
- 조지 퍼스
- 허관문
- 비앙카 재거
- 몰리 픽콘
- 멜 틸리스

## 기타
- 협력프로듀서: 데이빗 햄부르게르
- 세트: 로셸 모저

## 같이 보기
- 캐논볼 (1976년 영화)